# Kazachstan op de Olympische Zomerspelen 2024
Kazachstan nam deel aan de Olympische Zomerspelen 2024 in Parijs, Frankrijk.

## Medailleoverzicht
| Medaille | Naam                        | Sport       | Onderdeel                        | Datum           |
| -------- | --------------------------- | ----------- | -------------------------------- | --------------- |
| Goud     | Yeldos Smetov               | Judo        | Extra licht -60 kg (m)           | 27 juli 2024    |
|          |                             |             |                                  |                 |
| Zilver   | Nariman Kurbanov            | Turnen      | Paard voltige (m)                | 3 augustus 2024 |
| Zilver   | Demeu Zhadrayev             | Worstelen   | Grieks-Romeins Welter -77 kg (m) | 7 augustus 2024 |
| Zilver   | Nurbek Oralbay              | Boksen      | Middengewicht -80 kg (m)         | 7 augustus 2024 |
|          |                             |             |                                  |                 |
| Brons    | Alexandra Le Islam Satpayev | Schietsport | 10 m luchtgeweer team (x)        | 27 juli 2024    |
| Brons    | Gusman Kyrgyzbayev          | Judo        | Half licht -66kg (m)             | 28 juli 2024    |
| Brons    | Nazym Kyzaibay              | Boksen      | Vlieggewicht -50 kg (v)          | 6 augustus 2024 |

## Aantal Deelnemers
Hieronder volgt een overzicht van de atleten die zich kwalificeerden voor de Olympische Zomerspelen van 2024.
| Sport            | Mannen | Vrouwen | Totaal |
| ---------------- | ------ | ------- | ------ |
| Atletiek         | 1      | 6       | 7      |
| Badminton        | 1      | 0       | 1      |
| Boksen           | 7      | 3       | 10     |
| Breakdance       | 1      | 0       | 1      |
| Boogschieten     | 3      | 0       | 3      |
| Gymnastiek       | 3      | 1       | 4      |
| Judo             | 5      | 3       | 8      |
| Kanovaren        | 4      | 2       | 6      |
| Klimsport        | 1      | 0       | 1      |
| Moderne vijfkamp | 1      | 1       | 2      |
| Roeien           | 1      | 0       | 1      |
| Schermen         | 3      | 1       | 4      |
| Schietsport      | 4      | 5       | 9      |
| Taekwondo        | 2      | 0       | 2      |
| Tafeltennis      | 1      | 0       | 1      |
| Tennis           | 3      | 2       | 5      |
| Triatlon         | 0      | 1       | 1      |
| Wielersport      | 3      | 0       | 3      |
| Worstelen        | 8      | 0       | 8      |
| Zwemmen          | 1      | 1       | 2      |
| Totaal           | 53     | 26      | 79     |

## Deelnemers en Resultaten

### Atletiek

#### Loopnummers
Mannen
| atleet         | onderdeel   | series | series | herkansingen | herkansingen | halve finale   | halve finale   | finale         | finale         |
| atleet         | onderdeel   | tijd   | rang   | tijd         | rang         | tijd           | rang           | tijd           | rang           |
| -------------- | ----------- | ------ | ------ | ------------ | ------------ | -------------- | -------------- | -------------- | -------------- |
| David Yefremov | 110m horden | 13,88  | 7 H    | DSQ          | DSQ          | niet geplaatst | niet geplaatst | niet geplaatst | niet geplaatst |

Vrouwen
| atlete             | onderdeel          | series     | series | herkansingen | herkansingen | halve finale   | halve finale   | finale         | finale         |
| atlete             | onderdeel          | tijd       | rang   | tijd         | rang         | tijd           | rang           | tijd           | rang           |
| ------------------ | ------------------ | ---------- | ------ | ------------ | ------------ | -------------- | -------------- | -------------- | -------------- |
| Olga Safronova     | 200m               | 23,58      | 7      | 23,70        | 6            | niet geplaatst | niet geplaatst | niet geplaatst | niet geplaatst |
| Daisy Jepkemei     | 10000m             | n.v.t.     | n.v.t. | n.v.t.       | n.v.t.       | n.v.t.         | n.v.t.         | 31.26,55       | 17             |
| Daisy Jepkemei     | 3000m steeplechase | 9.24,69    | 10     | n.v.t.       | n.v.t.       | n.v.t.         | n.v.t.         | niet geplaatst | niet geplaatst |
| Norah Jeruto       | 3000m steeplechase | 9.16,46 SB | 14 Q   | n.v.t.       | n.v.t.       | n.v.t.         | n.v.t.         | 9.08,97 SB     | 9              |
| Zhanna Mamazhanova | marathon           | n.v.t.     | n.v.t. | n.v.t.       | n.v.t.       | n.v.t.         | n.v.t.         | 2.30.51        | 33             |

#### Technische nummers
Vrouwen
| atleet                | onderdeel    | kwalificaties | kwalificaties | finale         | finale         |
| atleet                | onderdeel    | afstand       | rang          | afstand        | rang           |
| --------------------- | ------------ | ------------- | ------------- | -------------- | -------------- |
| Nadezhda Dubovitskaya | hoogspringen | 1,83          | 28            | niet geplaatst | niet geplaatst |
| Yelizaveta Matveyeva  | hoogspringen | 1,88          | 19            | niet geplaatst | niet geplaatst |

### Badminton
Mannen
| atleet         | onderdeel | groepsfase           | groepsfase           | groepsfase           | groepsfase | eliminatie           | kwartfinale          | halve finale         | finale / BM          | finale / BM    |
| atleet         | onderdeel | tegenstander uitslag | tegenstander uitslag | tegenstander uitslag | rang       | tegenstander uitslag | tegenstander uitslag | tegenstander uitslag | tegenstander uitslag | rang           |
| -------------- | --------- | -------------------- | -------------------- | -------------------- | ---------- | -------------------- | -------------------- | -------------------- | -------------------- | -------------- |
| Dmitry Panarin | enkelspel | Nishimoto V 0 - 2    | Yang V 0 - 2         | n.v.t.               | 3          | niet geplaatst       | niet geplaatst       | niet geplaatst       | niet geplaatst       | niet geplaatst |

### Boksen
Mannen
| atleet                      | onderdeel         | eerste ronde         | tweede ronde         | kwartfinale           | halve finale         | finale               | rang           |
| atleet                      | onderdeel         | tegenstander uitslag | tegenstander uitslag | tegenstander uitslag  | tegenstander uitslag | tegenstander uitslag | rang           |
| --------------------------- | ----------------- | -------------------- | -------------------- | --------------------- | -------------------- | -------------------- | -------------- |
| Saken Bibossinov            | vlieggewicht      | bye                  | Gümüş W 5 - 0        | Dusmatov V 2 - 3      | niet geplaatst       | niet geplaatst       | niet geplaatst |
| Makhmud Sabyrkhan           | vedergewicht      | bye                  | Quiles V 1 - 4       | niet geplaatst        | niet geplaatst       | niet geplaatst       | niet geplaatst |
| Bazarbay Ulu Mukhammedsabyr | lichtgewicht      | Ibarreche W 5 - 0    | Lai C-e W 3 - 2      | Guruli V 2 - 3        | niet geplaatst       | niet geplaatst       | niet geplaatst |
| Aslanbek Shymbergenov       | weltergewicht     | Ishaish V 2 - 3      | niet geplaatst       | niet geplaatst        | niet geplaatst       | niet geplaatst       | niet geplaatst |
| Nurbek Oralbay              | middelgewicht     | bye                  | Peters W 3 - 2       | Allahverdiyev W 5 - 0 | Pinales W 3 - 2      | Khyzniak V 2 - 3     | Zilver         |
| Aibek Oralbay               | zwaargewicht      | n.v.t.               | Olaore W 5 - 0       | Alfonso V 2 - 3       | niet geplaatst       | niet geplaatst       | niet geplaatst |
| Kamshybek Kunkabayev        | superzwaargewicht | n.v.t.               | Ghadfa V 2 - 3       | niet geplaatst        | niet geplaatst       | niet geplaatst       | niet geplaatst |

Vrouwen
| atlete             | onderdeel     | eerste ronde         | tweede ronde         | kwartfinale          | halve finale         | finale               | rang           |
| atlete             | onderdeel     | tegenstander uitslag | tegenstander uitslag | tegenstander uitslag | tegenstander uitslag | tegenstander uitslag | rang           |
| ------------------ | ------------- | -------------------- | -------------------- | -------------------- | -------------------- | -------------------- | -------------- |
| Nazym Kyzaibay     | vlieggewicht  | Sorrentino W 4 - 1   | de Almeida W 5 - 0   | Valencia W 4 - 1     | Wu Y V 1 - 4         | niet geplaatst       | Brons          |
| Karina Ibragimova  | vedergewicht  | bye                  | Lozada V 0 - 5       | niet geplaatst       | niet geplaatst       | niet geplaatst       | niet geplaatst |
| Valentina Khalzova | middelgewicht | n.v.t.               | Bylon V 1 - 4        | niet geplaatst       | niet geplaatst       | niet geplaatst       | niet geplaatst |

### Boogschieten
Mannen
| atleet                                                    | onderdeel   | plaatsingsronde | plaatsingsronde | eerste ronde         | tweede ronde         | derde ronde          | kwartfinale          | halve finale         | finale / BM          | finale / BM    |
| atleet                                                    | onderdeel   | score           | rang            | tegenstander uitslag | tegenstander uitslag | tegenstander uitslag | tegenstander uitslag | tegenstander uitslag | tegenstander uitslag | rang           |
| --------------------------------------------------------- | ----------- | --------------- | --------------- | -------------------- | -------------------- | -------------------- | -------------------- | -------------------- | -------------------- | -------------- |
| Ilfat Abdullin                                            | individueel | 663             | 29              | Peters V 4 - 6       | niet geplaatst       | niet geplaatst       | niet geplaatst       | niet geplaatst       | niet geplaatst       | niet geplaatst |
| Alexandr Yeremenko                                        | individueel | 640             | 59              | Addis V 2 - 6        | niet geplaatst       | niet geplaatst       | niet geplaatst       | niet geplaatst       | niet geplaatst       | niet geplaatst |
| Dauletkeldi Zhangbyrbay                                   | individueel | 668             | 22              | Enríquez V 3 - 7     | niet geplaatst       | niet geplaatst       | niet geplaatst       | niet geplaatst       | niet geplaatst       | niet geplaatst |
| Ilfat Abdullin Alexandr Yeremenko Dauletkeldi Zhangbyrbay | team        | 1971            | 10              | n.v.t.               | n.v.t.               | Italië V 4 - 5       | niet geplaatst       | niet geplaatst       | niet geplaatst       | niet geplaatst |

### Breakdance
| Atleet       | Nickname | Onderdeel | Kwalificatie | Kwalificatie | Kwartfinale            | Halve finale           | Finale / BM            | Finale / BM    |
| Atleet       | Nickname | Onderdeel | Punten       | Rang         | Tegenstander Resultaat | Tegenstander Resultaat | Tegenstander Resultaat | Rang           |
| ------------ | -------- | --------- | ------------ | ------------ | ---------------------- | ---------------------- | ---------------------- | -------------- |
| Amir Zakirov | Amir     | B-Boys    | 12           | 2 KF         | Victor V 0 - 3         | niet geplaatst         | niet geplaatst         | niet geplaatst |

### Gymnastiek

#### Turnen
Mannen
| atleet           | onderdeel       | kwalificatie | kwalificatie | kwalificatie | kwalificatie | kwalificatie | kwalificatie | kwalificatie | kwalificatie | finale  | finale  | finale  | finale  | finale  | finale  | finale | finale  |
| atleet           | onderdeel       | toestel      | toestel      | toestel      | toestel      | toestel      | toestel      | totaal       | positie      | toestel | toestel | toestel | toestel | toestel | toestel | totaal | positie |
| atleet           | onderdeel       | vloer        | voltige      | ringen       | sprong       | brug         | rekstok      | totaal       | positie      | vloer   | voltige | ringen  | sprong  | brug    | rekstok | totaal | positie |
| ---------------- | --------------- | ------------ | ------------ | ------------ | ------------ | ------------ | ------------ | ------------ | ------------ | ------- | ------- | ------- | ------- | ------- | ------- | ------ | ------- |
| Milad Karimi     | meerkamp        | 14,433 Q     | 13,266       | 13,000       | 14,300       | 14,366       | 12,700       | 82,065       | 18 Q         | 13,433  | 8,533   | 12,933  | 14,400  | 14,066  | 12,700  | 76,065 | 24      |
| Milad Karimi     | vloer           | 14,433       | n.v.t.       | n.v.t.       | n.v.t.       | n.v.t.       | n.v.t.       | n.v.t.       | 8 Q          | 14,500  | n.v.t.  | n.v.t.  | n.v.t.  | n.v.t.  | n.v.t.  | n.v.t. | 5       |
| Nariman Kurbanov | paard met bogen | n.v.t.       | 15,000       | n.v.t.       | n.v.t.       | n.v.t.       | n.v.t.       | n.v.t.       | 6 Q          | n.v.t.  | 15,433  | n.v.t.  | n.v.t.  | n.v.t.  | n.v.t.  | n.v.t. | Zilver  |

#### Ritmisch
| atleten          | onderdeel   | kwalificatie | kwalificatie | kwalificatie | kwalificatie | kwalificatie | kwalificatie | finale         | finale         | finale         | finale         | finale         | finale         |
| atleten          | onderdeel   | hoepel       | bal          | knotsen      | lint         | totaal       | rang         | hoepel         | bal            | knotsen        | lint           | totaal         | rang           |
| ---------------- | ----------- | ------------ | ------------ | ------------ | ------------ | ------------ | ------------ | -------------- | -------------- | -------------- | -------------- | -------------- | -------------- |
| Elzhana Taniyeva | individueel | 30,850       | 32,000       | 32,300       | 31,450       | 126,600      | 13 R3        | niet geplaatst | niet geplaatst | niet geplaatst | niet geplaatst | niet geplaatst | niet geplaatst |

#### Trampoline
| atlete           | onderdeel | kwalificaties | kwalificaties | finale         | finale         |
| atlete           | onderdeel | score         | rang          | score          | rang           |
| ---------------- | --------- | ------------- | ------------- | -------------- | -------------- |
| Danil Mussabayev | mannen    | 58,07         | 9             | niet geplaatst | niet geplaatst |

### Judo
Mannen
| atleet                | onderdeel | eerste ronde         | tweede ronde           | derde ronde          | kwartfinale          | halve finale         | herkansing           | finale / BM          | finale / BM    |
| atleet                | onderdeel | tegenstander uitslag | tegenstander uitslag   | tegenstander uitslag | tegenstander uitslag | tegenstander uitslag | tegenstander uitslag | tegenstander uitslag | rang           |
| --------------------- | --------- | -------------------- | ---------------------- | -------------------- | -------------------- | -------------------- | -------------------- | -------------------- | -------------- |
| Yeldos Smetov         | −60 kg    | n.v.t.               | Tsjakadoea W 10 - 00   | Khalmatov W 01 - 00  | Yang Y-w W 01 - 00   | Garrigós W 10 - 00   | bye                  | Mkheidze W 01 - 00   | Goud           |
| Gusman Kyrgyzbayev    | −66 kg    | n.v.t.               | García Torné W 01 - 00 | An B-u W 01 - 00     | Khyar W 10 - 00      | Lima V 00 - 10       | bye                  | Bunčić W 01 - 00     | Brons          |
| Daniyar Shamshayev    | −73 kg    | n.v.t.               | Yuldoshev V 00 - 10    | niet geplaatst       | niet geplaatst       | niet geplaatst       | niet geplaatst       | niet geplaatst       | niet geplaatst |
| Abylaikhan Zhubanazar | −81 kg    | bye                  | Ungvári V 00 - 01      | niet geplaatst       | niet geplaatst       | niet geplaatst       | niet geplaatst       | niet geplaatst       | niet geplaatst |
| Nurlykhan Sharkhan    | −100 kg   | n.v.t.               | Nikirov W 10 - 00      | Turoboyev V 01 - 11  | niet geplaatst       | niet geplaatst       | niet geplaatst       | niet geplaatst       | niet geplaatst |

Vrouwen
| atlete             | onderdeel | eerste ronde          | tweede ronde         | kwartfinale          | halve finale         | herkansing           | finale / BM          | finale / BM    |
| atlete             | onderdeel | tegenstander uitslag  | tegenstander uitslag | tegenstander uitslag | tegenstander uitslag | tegenstander uitslag | tegenstander uitslag | rang           |
| ------------------ | --------- | --------------------- | -------------------- | -------------------- | -------------------- | -------------------- | -------------------- | -------------- |
| Abiba Abuzhakynova | −48 kg    | Rishony W 01 - 00     | Lin C-h W 10 - 00    | Martínez V 00 - 10   | niet geplaatst       | Narváez W 10 - 00    | Babulfath V 00 - 10  | 5              |
| Esmigul Kuyulova   | −63 kg    | Renshall V 00 - 01    | niet geplaatst       | niet geplaatst       | niet geplaatst       | niet geplaatst       | niet geplaatst       | niet geplaatst |
| Kamila Berlikash   | +78 kg    | Adiyaasüren V 00 - 10 | niet geplaatst       | niet geplaatst       | niet geplaatst       | niet geplaatst       | niet geplaatst       | niet geplaatst |

Gemengd
| atleten | onderdeel | eerste ronde         | tweede ronde         | kwartfinale          | halve finale         | herkansing           | finale / BM          | finale / BM    |
| atleten | onderdeel | tegenstander uitslag | tegenstander uitslag | tegenstander uitslag | tegenstander uitslag | tegenstander uitslag | tegenstander uitslag | rang           |
| --- | --------- | -------------------- | -------------------- | -------------------- | -------------------- | -------------------- | -------------------- | -------------- |
| Abiba Abuzhakynova Daniyar Shamshayev Esmigul Kuyulova Abylaikhan Zhubanazar Kamila Berlikash Nurlykhan Sharkhan | team      | n.v.t.               | Brazilië V 2 - 4     | niet geplaatst       | niet geplaatst       | niet geplaatst       | niet geplaatst       | niet geplaatst |

### Kanovaren

#### Sprint
Mannen
| atleet                                | onderdeel | series  | series | kwartfinale | kwartfinale | halve finale   | halve finale   | finale         | finale         |
| atleet                                | onderdeel | tijd    | rang   | tijd        | rang        | tijd           | rang           | tijd           | rang           |
| ------------------------------------- | --------- | ------- | ------ | ----------- | ----------- | -------------- | -------------- | -------------- | -------------- |
| Sergey Yemelyanov Timur Khaidarov     | C-2 500 m | 1.45,94 | 5 KF   | 1.44,03     | 4 FB        | niet geplaatst | niet geplaatst | 1.46,75        | 10             |
| Bekarys Ramatulla Sergii Tokarnytskyi | K-2 500 m | 1.38,62 | 5 KF   | 1.37,58     | 6           | niet geplaatst | niet geplaatst | niet geplaatst | niet geplaatst |

Vrouwen
| atleet                          | onderdeel | series  | series | kwartfinale | kwartfinale | halve finale   | halve finale   | finale  | finale |
| atleet                          | onderdeel | tijd    | rang   | tijd        | rang        | tijd           | rang           | tijd    | rang   |
| ------------------------------- | --------- | ------- | ------ | ----------- | ----------- | -------------- | -------------- | ------- | ------ |
| Mariya Brovkova Rufina Iskakova | C-2 500 m | 2.00,05 | 5 KF   | 2.01,76     | 4 FB        | niet geplaatst | niet geplaatst | 1.57,58 | 11     |

### Klimsport

#### Speed
| Atleet          | Onderdeel | Kwalificatie | Kwalificatie | Ronde 1              | Kwartfinale           | Halve finale      | Finale / BM       | Finale / BM    |
| Atleet          | Onderdeel | Tijd         | Rang         | Tegenstander Tijd    | Tegenstander Tijd     | Tegenstander Tijd | Tegenstander Tijd | Rang           |
| --------------- | --------- | ------------ | ------------ | -------------------- | --------------------- | ----------------- | ----------------- | -------------- |
| Amir Maimuratov | mannen    | 4,89         | 2            | Bruyns W 4,94 - 5,84 | Alipour V 6,14 - 5,57 | niet geplaatst    | niet geplaatst    | niet geplaatst |

### Moderne vijfkamp
Mannen
| atleet                   | onderdeel | onderdeel    | schermen (degen) | schermen (degen) | schermen (degen) | schermen (degen) | zwemmen (200 m vrije slag) | zwemmen (200 m vrije slag) | zwemmen (200 m vrije slag) | paardrijden (springen) | paardrijden (springen) | paardrijden (springen) | combinatie: schieten/lopen (10 m luchtpistool)/(3200 m) | combinatie: schieten/lopen (10 m luchtpistool)/(3200 m) | combinatie: schieten/lopen (10 m luchtpistool)/(3200 m) | totaal punten  | rang           |
| atleet                   | onderdeel | onderdeel    | RR               | BR               | rang             | punten           | tijd                       | rang                       | punten                     | strafpunten            | rang                   | punten                 | tijd                                                    | rang                                                    | punten                                                  | totaal punten  | rang           |
| ------------------------ | --------- | ------------ | ---------------- | ---------------- | ---------------- | ---------------- | -------------------------- | -------------------------- | -------------------------- | ---------------------- | ---------------------- | ---------------------- | ------------------------------------------------------- | ------------------------------------------------------- | ------------------------------------------------------- | -------------- | -------------- |
| Georgiy Boroda-Dudochkin | mannen    | halve finale | 10               | 1                | 17               | 177              | 2.08,28                    | 17                         | 294                        | 59,49                  | 5                      | 300                    | 10.19,91                                                | 11                                                      | 681                                                     | 1452           | 16             |
| Georgiy Boroda-Dudochkin | mannen    | finale       | niet geplaatst   | niet geplaatst   | niet geplaatst   | niet geplaatst   | niet geplaatst             | niet geplaatst             | niet geplaatst             | niet geplaatst         | niet geplaatst         | niet geplaatst         | niet geplaatst                                          | niet geplaatst                                          | niet geplaatst                                          | niet geplaatst | niet geplaatst |
| Yelena Potapenko         | vrouwen   | halve finale |                  |                  | 16               | 200              | 2.16,67                    | 9                          | 277                        | 53,88                  | 14                     | 279                    | 12.35,18                                                | 16                                                      | 545                                                     | 1301           | 15             |
| Yelena Potapenko         | vrouwen   | finale       | niet geplaatst   | niet geplaatst   | niet geplaatst   | niet geplaatst   | niet geplaatst             | niet geplaatst             | niet geplaatst             | niet geplaatst         | niet geplaatst         | niet geplaatst         | niet geplaatst                                          | niet geplaatst                                          | niet geplaatst                                          | niet geplaatst | niet geplaatst |

### Roeien
Mannen
| atleet             | onderdeel | series  | series | herkansingen | herkansingen | kwartfinale | kwartfinale | halve finale | halve finale | finale  | finale |
| atleet             | onderdeel | tijd    | rang   | tijd         | rang         | tijd        | rang        | tijd         | rang         | tijd    | rang   |
| ------------------ | --------- | ------- | ------ | ------------ | ------------ | ----------- | ----------- | ------------ | ------------ | ------- | ------ |
| Vladislav Yakovlev | skiff     | 7:21,56 | 5 H    | 7:21.12      | 4 HE/F       | n.v.t.      | n.v.t.      | 7.26,20      | 1 FE         | 6.59,43 | 25     |

Legenda: FA=finale A (medailles); FB=finale B (geen medailles); FC=finale C (geen medailles); FD=finale D (geen medailles); FE=finale E (geen medailles); FF=finale F (geen medailles); HA/B=halve finale A/B; HC/D=halve finale C/D; HE/F=halve finale E/F; KF=kwartfinale; H=herkansing

### Schermen
Mannen
| atleet                                            | onderdeel  | eerste ronde         | tweede ronde         | derde ronde          | kwartfinale          | halve finale                     | finale / BM                            | finale / BM    |
| atleet                                            | onderdeel  | tegenstander uitslag | tegenstander uitslag | tegenstander uitslag | tegenstander uitslag | tegenstander uitslag             | tegenstander uitslag                   | rang           |
| ------------------------------------------------- | ---------- | -------------------- | -------------------- | -------------------- | -------------------- | -------------------------------- | -------------------------------------- | -------------- |
| Elmir Alimzhanov                                  | degen      | bye                  | Midelton W 15 - 14   | Vismara V 13 - 14    | niet geplaatst       | niet geplaatst                   | niet geplaatst                         | niet geplaatst |
| Ruslan Kurbanov                                   | degen      | bye                  | El Kord W 15 - 13    | Cannone W 15 - 10    | Kano V 6 - 15        | niet geplaatst                   | niet geplaatst                         | niet geplaatst |
| Vadim Sharlaimov                                  | degen      | Saner W 15 - 9       | Borel V 13 - 15      | niet geplaatst       | niet geplaatst       | niet geplaatst                   | niet geplaatst                         | niet geplaatst |
| Elmir Alimzhanov Ruslan Kurbanov Vadim Sharlaimov | degen team | n.v.t.               | n.v.t.               | bye                  | Hongarije V 30 - 45  | Plaatsing 5 - 8 Egypte W 36 - 21 | Wedstrijd om plaats 5 Italië V 36 - 45 | 6              |

Vrouwen
| atleet          | onderdeel | eerste ronde         | tweede ronde         | derde ronde          | kwartfinale          | halve finale         | finale / BM          | finale / BM    |
| atleet          | onderdeel | tegenstander uitslag | tegenstander uitslag | tegenstander uitslag | tegenstander uitslag | tegenstander uitslag | tegenstander uitslag | rang           |
| --------------- | --------- | -------------------- | -------------------- | -------------------- | -------------------- | -------------------- | -------------------- | -------------- |
| Aigerim Sarybay | sabel     | Benadouda W 15 - 9   | Brunet V 12 - 15     | niet geplaatst       | niet geplaatst       | niet geplaatst       | niet geplaatst       | niet geplaatst |

### Schietsport
Mannen
| atleet                 | onderdeel               | kwalificaties | kwalificaties | finale         | finale         |
| atleet                 | onderdeel               | punten        | rang          | punten         | rang           |
| ---------------------- | ----------------------- | ------------- | ------------- | -------------- | -------------- |
| Islam Satpayev         | 10 m luchtgeweer        | 628,0         | 21            | niet geplaatst | niet geplaatst |
| Islam Satpayev         | 50 m geweer 3 houdingen | 588           | 18            | niet geplaatst | niet geplaatst |
| Konstantin Malinovskiy | 10 m luchtgeweer        | 626,6         | 32            | niet geplaatst | niet geplaatst |
| Konstantin Malinovskiy | 50 m geweer 3 houdingen | 586           | 25            | niet geplaatst | niet geplaatst |
| Nikita Chiryukin       | 10 m luchtpistool       | 575           | 15            | niet geplaatst | niet geplaatst |
| Nikita Chiryukin       | 25 m snelvuurpistool    | 583           | 10            | niet geplaatst | niet geplaatst |
| Eduard Yechshenko      | skeet                   | 115           | 26            | niet geplaatst | niet geplaatst |

Vrouwen
| atlete             | onderdeel               | kwalificaties | kwalificaties | finale         | finale         |
| atlete             | onderdeel               | punten        | rang          | punten         | rang           |
| ------------------ | ----------------------- | ------------- | ------------- | -------------- | -------------- |
| Arina Altukhova    | 10m luchtgeweer         | 627           | 17            | niet geplaatst | niet geplaatst |
| Arina Altukhova    | 50 m geweer 3 houdingen | 586           | 3             | niet geplaatst | niet geplaatst |
| Alexandra Le       | 10m luchtgeweer         | 631           | 6 Q           | 165,4          | 6              |
| Alexandra Le       | 50 m geweer 3 houdingen | 587           | 10            | niet geplaatst | niet geplaatst |
| Irina Yunusmetova  | 10m luchtpistool        | 574           | 11            | niet geplaatst | niet geplaatst |
| Assem Orynbay      | skeet                   | 116           | 18            | niet geplaatst | niet geplaatst |
| Mariya Dmitriyenko | trap                    | 120           | 10            | niet geplaatst | niet geplaatst |

Gemengd
| atleten                                | onderdeel             | kwalificaties | kwalificaties | finale               | finale         |
| atleten                                | onderdeel             | punten        | rang          | tegenstander uitslag | rang           |
| -------------------------------------- | --------------------- | ------------- | ------------- | -------------------- | -------------- |
| Alexandra Le Islam Satpayev            | 10 m luchtgeweer team | 630.8         | 3 QB          | Ulbrich W 17 - 5     | Brons          |
| Arina Altukhova Konstantin Malinovskiy | 10 m luchtgeweer team | 621.3         | 27            | niet geplaatst       | niet geplaatst |

### Taekwondo
Mannen
| atleet               | onderdeel | kwalificatie         | eerste ronde         | kwartfinale          | halve finale         | herkansing           | finale / BM          | finale / BM    |
| atleet               | onderdeel | tegenstander uitslag | tegenstander uitslag | tegenstander uitslag | tegenstander uitslag | tegenstander uitslag | tegenstander uitslag | rang           |
| -------------------- | --------- | -------------------- | -------------------- | -------------------- | -------------------- | -------------------- | -------------------- | -------------- |
| Samirkhon Ababakirov | -58 kg    | bye                  | Dell'Aquila V 1 - 2  | niet geplaatst       | niet geplaatst       | niet geplaatst       | niet geplaatst       | niet geplaatst |
| Batyrkhan Toleugali  | -80 kg    | Coulibaly W 2 - 1    | Alessio V 0 - 2      | niet geplaatst       | niet geplaatst       | niet geplaatst       | niet geplaatst       | niet geplaatst |

### Tafeltennis
Mannen
| atleet              | onderdeel | voorronde            | eerste ronde         | tweede ronde         | derde ronde          | vierde ronde         | kwartfinale          | halve finale         | finale / BM          | finale / BM    |
| atleet              | onderdeel | tegenstander uitslag | tegenstander uitslag | tegenstander uitslag | tegenstander uitslag | tegenstander uitslag | tegenstander uitslag | tegenstander uitslag | tegenstander uitslag | rang           |
| ------------------- | --------- | -------------------- | -------------------- | -------------------- | -------------------- | -------------------- | -------------------- | -------------------- | -------------------- | -------------- |
| Kirill Gerassimenko | enkelspel | bye                  | Burgos W 4 - 0       | Qiu W 4 - 3          | Assar V 2 - 4        | niet geplaatst       | niet geplaatst       | niet geplaatst       | niet geplaatst       | niet geplaatst |

### Tennis
Mannen
| atleet                                | onderdeel  | eerste ronde         | tweede ronde                       | derde ronde          | kwartfinale          | halve finale         | finale / BM          | finale / BM    |
| atleet                                | onderdeel  | tegenstander uitslag | tegenstander uitslag               | tegenstander uitslag | tegenstander uitslag | tegenstander uitslag | tegenstander uitslag | rang           |
| ------------------------------------- | ---------- | -------------------- | ---------------------------------- | -------------------- | -------------------- | -------------------- | -------------------- | -------------- |
| Alexander Bublik                      | enkelspel  | Fritz V 4-6, 4-6     | niet geplaatst                     | niet geplaatst       | niet geplaatst       | niet geplaatst       | niet geplaatst       | niet geplaatst |
| Alexander Shevchenko                  | enkelspel  | Menšík V 3-6, 4-6    | niet geplaatst                     | niet geplaatst       | niet geplaatst       | niet geplaatst       | niet geplaatst       | niet geplaatst |
| Alexander Bublik Aleksandr Nedovyesov | dubbelspel | n.v.t.               | Monteiro - Seyboth Wild V 4-6, 4-6 | niet geplaatst       | niet geplaatst       | niet geplaatst       | niet geplaatst       | niet geplaatst |

Vrouwen
| atleet           | onderdeel | eerste ronde                                   | tweede ronde                                   | derde ronde                                    | kwartfinale                                    | halve finale                                   | finale / BM                                    | finale / BM                                    |
| atleet           | onderdeel | tegenstander uitslag                           | tegenstander uitslag                           | tegenstander uitslag                           | tegenstander uitslag                           | tegenstander uitslag                           | tegenstander uitslag                           | rang                                           |
| ---------------- | --------- | ---------------------------------------------- | ---------------------------------------------- | ---------------------------------------------- | ---------------------------------------------- | ---------------------------------------------- | ---------------------------------------------- | ---------------------------------------------- |
| Elena Rybakina   | enkelspel | Forfait omwille van bronchitis op 25 juli 2024 | Forfait omwille van bronchitis op 25 juli 2024 | Forfait omwille van bronchitis op 25 juli 2024 | Forfait omwille van bronchitis op 25 juli 2024 | Forfait omwille van bronchitis op 25 juli 2024 | Forfait omwille van bronchitis op 25 juli 2024 | Forfait omwille van bronchitis op 25 juli 2024 |
| Yulia Putintseva | enkelspel | Terugtrekking op 27 juli 2024                  | Terugtrekking op 27 juli 2024                  | Terugtrekking op 27 juli 2024                  | Terugtrekking op 27 juli 2024                  | Terugtrekking op 27 juli 2024                  | Terugtrekking op 27 juli 2024                  | Terugtrekking op 27 juli 2024                  |

### Triatlon
Individueel
| Atleet              | Evenement | Zwemmen(1.5 km) | Rang 1 | Fietsen (40 km) | Rang 2 | Lopen(10 km) | Totaal Tijd | Ranking |
| ------------------- | --------- | --------------- | ------ | --------------- | ------ | ------------ | ----------- | ------- |
| Ekaterina Shabalina | Vrouwen   | 28.06           | DNF    | DNF             | DNF    | DNF          | DNF         | DNF     |

### Wielersport

#### Baanwielrennen
Keirin
| atleet        | onderdeel       | ronde 1 | herkansing | kwartfinale    | halve finale   | finale         |
| atleet        | onderdeel       | rang    | rang       | rang           | rang           | rang           |
| ------------- | --------------- | ------- | ---------- | -------------- | -------------- | -------------- |
| Andrey Chugay | keirin (mannen) | 5 H     | 3          | niet geplaatst | niet geplaatst | niet geplaatst |

Sprint
| atleet        | onderdeel       | kwalificaties | kwalificaties | ronde 1              | herkansing 1         | ronde 2              | herkansing 2         | ronde 3              | herkansing 3         | kwartfinale          | halve finale         | finale/BM            | finale/BM      |
| atleet        | onderdeel       | tijd          | rang          | tegenstander uitslag | tegenstander uitslag | tegenstander uitslag | tegenstander uitslag | tegenstander uitslag | tegenstander uitslag | tegenstander uitslag | tegenstander uitslag | tegenstander uitslag | rang           |
| ------------- | --------------- | ------------- | ------------- | -------------------- | -------------------- | -------------------- | -------------------- | -------------------- | -------------------- | -------------------- | -------------------- | -------------------- | -------------- |
| Andrey Chugay | sprint (mannen) | 10,047        | 30            | niet geplaatst       | niet geplaatst       | niet geplaatst       | niet geplaatst       | niet geplaatst       | niet geplaatst       | niet geplaatst       | niet geplaatst       | niet geplaatst       | niet geplaatst |

#### Wegwielrennen
Mannen
| atleet           | onderdeel    | tijd     | rang |
| ---------------- | ------------ | -------- | ---- |
| Alexey Lutsenko  | wegwedstrijd | 6.26.57  | 52   |
| Yevgeniy Fedorov | wegwedstrijd | DNF      | DNF  |
| Yevgeniy Fedorov | tijdrit      | 38.33,16 | 21   |

### Worstelen

#### Grieks-Romeinse stijl
Mannen
| atleet             | onderdeel | eerste ronde          | kwartfinale          | halve finale         | herkansing           | finale / BM          | finale / BM    |
| atleet             | onderdeel | tegenstander uitslag  | tegenstander uitslag | tegenstander uitslag | tegenstander uitslag | tegenstander uitslag | rang           |
| ------------------ | --------- | --------------------- | -------------------- | -------------------- | -------------------- | -------------------- | -------------- |
| Aidos Sultangali   | −60 kg    | Sharshenbekov V 3 - 6 | niet geplaatst       | niet geplaatst       | niet geplaatst       | niet geplaatst       | niet geplaatst |
| Demeu Zhadrayev    | −77 kg    | Cuero W 9 - 0ST       | Makhmudov W 3 - 1    | Suleymanov W 6 - 1   | bye                  | Kusaka V 2 - 5       | Zilver         |
| Nursultan Tursynov | −87 kg    | Metwally W 10 - 1     | Beleniuk V 3 - 7     | niet geplaatst       | niet geplaatst       | niet geplaatst       | niet geplaatst |
| Alimkhan Syzdykov  | −130 kg   | Alex-Ciurariu W 3 - 1 | Shariati V 0 - 4     | niet geplaatst       | niet geplaatst       | niet geplaatst       | niet geplaatst |

#### Vrije stijl
Mannen
| atlete             | onderdeel | eerste ronde         | kwartfinale          | halve finale         | herkansing           | finale / BM          | finale / BM    |
| atlete             | onderdeel | tegenstander uitslag | tegenstander uitslag | tegenstander uitslag | tegenstander uitslag | tegenstander uitslag | rang           |
| ------------------ | --------- | -------------------- | -------------------- | -------------------- | -------------------- | -------------------- | -------------- |
| Meirambek Kartbay  | −57 kg    | Almaz Uulu V 1 - 4   | niet geplaatst       | niet geplaatst       | niet geplaatst       | niet geplaatst       | niet geplaatst |
| Azamat Dauletbekov | −86 kg    | Brooks V 3 - 4       | niet geplaatst       | niet geplaatst       | niet geplaatst       | niet geplaatst       | niet geplaatst |
| Alisher Yergali    | −97 kg    | Elders W 6 - 2       | Tazhudinov V 2 - 14  | niet geplaatst       | Ali Azarpira V 1 - 6 | niet geplaatst       | niet geplaatst |
| Yusup Batirmurzaev | −125 kg   | Baran V 1 - 4        | niet geplaatst       | niet geplaatst       | niet geplaatst       | niet geplaatst       | niet geplaatst |

### Zwemmen
Mannen
| atleet         | onderdeel         | series | series | halve finale   | halve finale   | finale         | finale         |
| atleet         | onderdeel         | tijd   | rang   | tijd           | rang           | tijd           | rang           |
| -------------- | ----------------- | ------ | ------ | -------------- | -------------- | -------------- | -------------- |
| Adilbek Mussin | 100 m vrije slag  | 49,92  | 41     | niet geplaatst | niet geplaatst | niet geplaatst | niet geplaatst |
| Adilbek Mussin | 100 m vlinderslag | 52,74  | 29     | niet geplaatst | niet geplaatst | niet geplaatst | niet geplaatst |

Vrouwen
| atlete           | onderdeel     | series  | series | halve finale   | halve finale   | finale         | finale         |
| atlete           | onderdeel     | tijd    | rang   | tijd           | rang           | tijd           | rang           |
| ---------------- | ------------- | ------- | ------ | -------------- | -------------- | -------------- | -------------- |
| Kseniya Ignatova | 100 m rugslag | 1.02,51 | 26     | niet geplaatst | niet geplaatst | niet geplaatst | niet geplaatst |